# Rypobius praetermissus
Rypobius praetermissus is een keversoort uit de familie molmkogeltjes (Corylophidae). De wetenschappelijke naam van de soort werd in 1999 gepubliceerd door Bowestead.